# Piper distachyon
Piper distachyon är en pepparväxtart som beskrevs av John Hill. Piper distachyon ingår i släktet Piper och familjen pepparväxter. Inga underarter finns listade i Catalogue of Life.